# St. Louis Hawks 1960-1961
La stagione 1960-61 dei St. Louis Hawks fu la 12ª nella NBA per la franchigia.
I St. Louis Hawks vinsero la Western Division con un record di 51-28. Nei play-off vinsero la finale di division con i Los Angeles Lakers (4-3), perdendo poi la finale NBA con i Boston Celtics (4-1).
| Squadra           | V  | P  | %    | GB |
| ----------------- | -- | -- | ---- | -- |
| St. Louis Hawks   | 51 | 28 | 64,6 | -  |
| L.A. Lakers       | 36 | 43 | 45,6 | 15 |
| Detroit Pistons   | 34 | 45 | 43,0 | 17 |
| Cincinnati Royals | 33 | 46 | 41,8 | 18 |

## Roster
| \| Pos. \| Num. \| Naz. \| Nome \| Altezza \| Peso \| Data nascita \| Provenienza \| \| ---- \| ---- \| ---- \| ------------------ \| ------- \| ------ \| ------------ \| -------------- \| \| G/AP \| 12 \| \| Beck, Ernie \| 193 cm \| 86 kg \| 11-12-1931 \| Pennsylvania \| \| G/AP \| 11 \| \| Ferrari, Al \| 193 cm \| 86 kg \| 06-07-1933 \| Michigan State \| \| A/C \| 13 \| \| Foust, Larry \| 206 cm \| 98 kg \| 24-06-1928 \| La Salle \| \| G/AP \| 17 \| \| Green, Sihugo \| 188 cm \| 84 kg \| 20-08-1933 \| Duquesne \| \| G/AP \| 16 \| \| Hagan, Cliff \| 193 cm \| 95 kg \| 09-12-1931 \| Kentucky \| \| G/AP \| 19 \| \| LaCour, Fred \| 196 cm \| 95 kg \| 07-02-1938 \| San Francisco \| \| A/C \| 34 \| \| Lovellette, Clyde \| 206 cm \| 106 kg \| 07-09-1929 \| Kansas \| \| G \| 15 \| \| McCarthy, Johnny \| 185 cm \| 84 kg \| 25-04-1934 \| Canisius \| \| A/C \| 9 \| \| Pettit, Bob \| 206 cm \| 93 kg \| 12-12-1932 \| LSU \| \| A/C \| 25 \| \| Piontek, Dave \| 198 cm \| 104 kg \| 27-08-1934 \| Xavier \| \| G \| 12 \| \| Rollins, Phil \| 188 cm \| 84 kg \| 19-01-1934 \| Louisville \| \| A/C \| 21 \| \| Sauldsberry, Woody \| 201 cm \| 100 kg \| 11-07-1934 \| Texas Southern \| \| G \| 32 \| \| Wilkens, Lenny \| 185 cm \| 82 kg \| 28-10-1937 \| Providence \| | Allenatore - Paul Seymour Legenda - (C) Capitano - (FA) Free agent - (S) Sospeso - (TW) Contratto Two-way - (GL) Assegnato a squadra G League affiliata - Infortunato Roster • Transazioni · Ultima transazione: 18 giugno 1961 |                        |                    |         |        |              |                |
| Pos. | Num. | Naz.                   | Nome               | Altezza | Peso   | Data nascita | Provenienza    |
| G/AP | 12 | Stati Uniti (bandiera) | Beck, Ernie        | 193 cm  | 86 kg  | 11-12-1931   | Pennsylvania   |
| G/AP | 11 | Stati Uniti (bandiera) | Ferrari, Al        | 193 cm  | 86 kg  | 06-07-1933   | Michigan State |
| A/C | 13 | Stati Uniti (bandiera) | Foust, Larry       | 206 cm  | 98 kg  | 24-06-1928   | La Salle       |
| G/AP | 17 | Stati Uniti (bandiera) | Green, Sihugo      | 188 cm  | 84 kg  | 20-08-1933   | Duquesne       |
| G/AP | 16 | Stati Uniti (bandiera) | Hagan, Cliff       | 193 cm  | 95 kg  | 09-12-1931   | Kentucky       |
| G/AP | 19 | Stati Uniti (bandiera) | LaCour, Fred       | 196 cm  | 95 kg  | 07-02-1938   | San Francisco  |
| A/C | 34 | Stati Uniti (bandiera) | Lovellette, Clyde  | 206 cm  | 106 kg | 07-09-1929   | Kansas         |
| G | 15 | Stati Uniti (bandiera) | McCarthy, Johnny   | 185 cm  | 84 kg  | 25-04-1934   | Canisius       |
| A/C | 9 | Stati Uniti (bandiera) | Pettit, Bob        | 206 cm  | 93 kg  | 12-12-1932   | LSU            |
| A/C | 25 | Stati Uniti (bandiera) | Piontek, Dave      | 198 cm  | 104 kg | 27-08-1934   | Xavier         |
| G | 12 | Stati Uniti (bandiera) | Rollins, Phil      | 188 cm  | 84 kg  | 19-01-1934   | Louisville     |
| A/C | 21 | Stati Uniti (bandiera) | Sauldsberry, Woody | 201 cm  | 100 kg | 11-07-1934   | Texas Southern |
| G | 32 | Stati Uniti (bandiera) | Wilkens, Lenny     | 185 cm  | 82 kg  | 28-10-1937   | Providence     |